# Adrián Gavira
Adrián Gavira Collado, född 17 september 1987 i La Línea de la Concepción i Spanien, är en beachvolleybollspelare.
Gavira spelar sedan 2009 med Pablo Herrera. Tidigare har han spelat med Francisco Alfredo Marco (2005-2008), Inocencio Lario Carrillo och Raúl Mesa (bägge under 2008). Med Herrara nådde han åttondelsfinal vid OS 2012, 2016 och 2020. De blev europamästare 2013.